# Rivière Maine (lac Abitibi)
Pour les articles homonymes, voir Maine.
Ne doit pas être confondu avec Rivière Main.
La rivière Maine  est un affluent du lac Abitibi, coulant dans Dupuy (Québec) et Clerval (Québec), dans la municipalité régionale de comté (MRC) de Abitibi-Ouest, en Abitibi-Témiscamingue, au Québec, au Canada.
La rivière Maine coule dans les cantons de La Reine et Roquemaure, en zone agricole dans la partie supérieure et en zone de marais dans la partie inférieure. Ainsi, la foresterie et l’agriculture constituent les principales activités économiques de ce bassin versant ; les activités récréotouristiques, en second.
Le bassin versant de la rivière Maine est surtout desservi par la route des 3e, 4e et 5e rang (sens nord-sud), la route du 2e et 3e rang (sens est-ouest) et la route du 4e et 5e rang (sens est-ouest).
Annuellement, la surface de la rivière est habituellement gelée de la mi-novembre à la mi-avril, toutefois la circulation sécuritaire sur la glace se fait généralement de la mi-décembre à la fin mars.

## Géographie
La rivière Maine prend sa source d’un ruisseau forestier à une altitude de 293 m dans la municipalité de Dupuy.
Cette source est située à 10,1 km à l'est de la frontière de l’Ontario, 5,9 km au nord-est du centre du village de Clerval, à 9,4 km au nord de l’embouchure de la rivière Maine et à 12,9 km au sud-est du centre-ville de La Sarre.
Les principaux bassins versants voisins de la rivière Maine sont :
- côté nord : cours d’eau Boutin, cours d’eau Morasse, rivière Chaboillez, rivière La Reine, rivière Des Méloizes ;
- côté est : ruisseau Le Moine, lac Macamic, rivière La Sarre ;
- côté sud : lac Abitibi ;
- côté ouest : baie Nepawa, rivière La Reine, lac Abitibi.

À partir de sa source en zone forestière, la rivière Maine coule sur environ 20 km selon les segments suivants :
- 3,9 km dont 1,6 km vers le sud-est en recueillant le cours d'eau Roy (venant du nord-est) et 2,3 km vers l'ouest en longeant (d’abord du côté nord) le 4e et 5e rang Ouest (sens-Ouest), dans la municipalité de Dupuy, jusqu’à la limite de Clerval ;
- 5,0 km vers l'ouest, le sud-est, puis le sud-ouest dans la municipalité de Clerval, jusqu’à la route du 2e et 3e rang (sens est-ouest) qu'elle coupe à 2,4 km à l'est du centre du village de Clerval ;
- 3,9 km vers le sud-ouest, jusqu’au ruisseau Veillette (venant du nord-ouest) lequel draine le côté ouest et Sud du village de Clerval ;
- 3,8 km vers le sud-est en zone de marais, jusqu’à la décharge d’un plan d’eau entouré d’une grande zone de marais ;
- 5,6 km vers le sud-ouest en zone de marais, jusqu’à son embouchure[2].

L’embouchure de la rivière Maine est localisé à :
- 8,5 km à l'est de la frontière de l’Ontario ;
- 5,8 km au sud-est du centre du village de Clerval ;
- 18,5 km au nord-ouest du centre-ville de La Sarre ;
- 56,4 km à l'est de l’embouchure du [ac Abitibi ;
- 57,4 km au nord-ouest du centre-ville de Rouyn-Noranda.

L’embouchure de la rivière Maine est située au fond de la Baie Nepwawa (rive est) du lac Abitibi, laquelle est délimité du côté sud par l’île Nepawa (longueur : 8,0 km. À partir de l’embouchure de la rivière Maine, le courant traverse le lac Abitibi vers l'ouest sur 77,2 km jusqu’à l’embouchure de ce lac, en contournant cinq grandes presqu’îles s’avançant vers le nord et plusieurs îles.
À partir de l’embouchure du lac Abitibi, le courant emprunte le cours de la rivière Abitibi, puis de la rivière Moose pour aller se déverser sur la rive sud de la baie James.

## Toponymie
Le toponyme « rivière Maine » a été officialisé le 5 décembre 1968 à la Commission de toponymie du Québec, soit à la création de cette commission.